# Maurice Oldroyd
Maurice Oldroyd, né en 1935 à Huddersfield, est un personnage important du monde du rugby à XIII. Joueur, entraîneur, arbitre et dirigeant dans le rugby à XIII a été son parcours.

## Présentation
Né à Huddersfield, joueur dans son enfance au rugby à XIII et rugby à XV, Maurice Oldroyd y est demi de mêlée. Il choisit le rugby à XIII et fréquente les équipes jeunes d'Huddersfield. Il devient arbitre à 28 ans. Désigné pour arbitrer le premier State of Origin de l'histoire, il est finalement remplacé deux jours avant l'évènement par son compatriote Billy Thompson.
Maurice Oldroyd est à l'origine de la création de la British Amateur Rugby League Association, instance géant le rugby à XIII amateur britannique depuis les années 1970, permettant de débloquer des fonds publics pour le maintien des clubs anglais de rugby à XIII. Il ressort également gagnant du bras de fer que lui opposait les instances de rugby à XV entre les années 1970 et 1980, ces derniers interdisant à toute personne ayant joué au rugby à XIII d'évoluer ensuite en rugby à XV. Après décision du Conseil des Sports britannique, le rugby à XV céda permettant la libre circulation des joueurs amateurs en échange de continuer de recevoir de l'argent public.
Président de l'Association Rugby League du comté du Yorkshire, conseiller auprès de la ligne internationale de rugby à XIII, Oldroyd a permis la venue dans les bureaux d'Huddersfield de la Reine Elisabeth II en 1991.

## Distinctions
- Prix RLIF de l'esprit du rugby à XIII : 2013.